# Bobby Keppel
Robert Griffin Keppel dit Bobby Keppel, né le 11 juin 1982 à Saint-Louis (Missouri) aux États-Unis, est un joueur américain de baseball évoluant en Ligue majeure de baseball entre 2006 et 2009. Remercié par les Twins du Minnesota le 4 janvier 2010, il est actuellement agent libre.

## Carrière
Bobby Keppel est drafté dès la fin de ses études secondaires, le 5 juin 2000, par les Mets de New York au premier tour de sélection (36e choix). Libéré de son contrat chez les Mets le 16 mai 2005, il s'engage le 1er février 2006 avec les Royals de Kansas City. Il débute en Ligue majeure le 25 mai 2006 sous les couleurs des Royals.
Devenu agent libre à la din de la saison 2006, il signe chez les Rockies du Colorado le 29 avril 2007 puis rejoint les Marlins de la Floride le 4 janvier 2008. Il se contente d'évoluer en Triple-A au sein de l'organisation des Marlins en 2008.
Il rejoint les Twins du Minnesota en 2009 et commence la saison en Triple-A avant d'être appelé dans l'effectif actif de Ligue majeure le 22 juin. Il participe à la belle fin de saison 2009 des Twins (37 matches joués) et est crédité de sa première victoire en Ligue majeure à l'occasion du match de barrage face aux Tigers de Détroit pour l'attribution du titre de champion de la division centrale de la Ligue américaine.

## Statistiques
- En saison régulière

| Saison | Équipe      | G  | GS | V | D | SV | IP   | SO | ERA   |
| ------ | ----------- | -- | -- | - | - | -- | ---- | -- | ----- |
| 2006   | Kansas City | 8  | 6  | 0 | 4 | 0  | 34.1 | 20 | 5,50  |
| 2007   | Colorado    | 4  | 0  | 0 | 0 | 0  | 4.0  | 1  | 11,25 |
| 2009   | Minnesota   | 37 | 0  | 1 | 1 | 0  | 54.0 | 32 | 4,83  |
| Totaux |             | 49 | 6  | 1 | 5 | 0  | 92.1 | 53 | 5,36  |

Note: G = Matches joués; GS = Matches comme lanceur partant; V = Victoires; D = Défaites; 
 SV = sauvetages; IP = Manches lancées; SO = retraits sur des prises; ERA = Moyenne de points mérités.